# خطوط إنديقو
إنديقو أكبر شركة طيران في الهند مع حصة في السوق تبلغ 29. 5 %. حسب أحصائيات يونيو 2013، فضلا عن أنها أكبر ناقل منخفض التكاليف في الهند، وتعنبر أسرع شركة طيران منخفض التكاليف نموا في العالم (المصدر: CAPA). وإنديقو تتبع فلسفة بسيطة: وهي تقديم أفضل سعر مع رحلات طيران تقلع في الوقت المحدد.
تبلغ نسبة أنضباط الرحلات لدى شركة إنديقو 99.91٪ وهي أعلى نسبة مقارنة باي شركة طيران في الهند. مما يجعلها اقل شركة طيران في عدد الإلغاءات في الهند. ومع أسطول مكون من 66 طائرة إيرباص إيه 320 فانة تقوم 422 رحلة يوميا تربط 33 وجهة سفر هي: اجارتالا، أحمد آباد، بانكوك، بنغالور، بوبانسوار، كويمباتور، تشيناي، دلهي، شابوا، دبي، غواج، واهاتي، حيدر أباد، امفال، اندور، جايبور، جامو، كاتماندو، كوتشي، كلكتا، لكناو، مومباي، مسقط، ناجبور، باتنا، وبوني، رايبور، سنغافورة، سريناغار، تريفاندروم، فادودارا، فيساخاباتنام، وشانديغار.

## الوجهات

البلدان التي تعمل فيها إنديقو

اعتبارًا من نوفمبر 2022، تدير إنديقو أكثر من 1600 رحلة يومية إلى 101 وجهة، 75 في الهند و26 في الخارج. تقع قاعدتها الرئيسية في دلهي، مع قواعد إضافية في بنغالورو، تشيناي، حيدر أباد، كلكتا، مومباي، وكوتشين، تلقت إنديقو ترخيصًا لتشغيل رحلات دولية بعد إكمال خمس سنوات من العمليات في يناير 2011.

### اتفاقية الرمز المشترك
لدى خطوط إنديقو اتفاقية الرمز المشترك مع الشركات التالية:
- الخطوط الجوية الفرنسية[12]
- الخطوط الجوية الأمريكية[13]
- الخطوط الجوية الملكية الهولندية[12]
- كانتاس[14]
- الخطوط الجوية القطرية[15]
- الخطوط الجوية التركية[16]
- خطوط فيرجن أتلانتيك الجوية[17]

## الأسطول
اعتبارًا من ديسمبر 2022، تشغل خطوط إنديقو الطائرات التالية:
| الطائرة                  | في الخدمة | مطلوبة | الركاب     | ملاحظات                                             |
| ------------------------ | --------- | ------ | ---------- | --------------------------------------------------- |
| إيرباص إيه 320           | 24        | —      | 180        | [ 20 ] [ 21 ]                                       |
| إيرباص إيه 320 نيو       | 163       | 181    | 180        | قائمة أوامر شراء عائلة إيرباص إيه 320 نيو.          |
| إيرباص إيه 320 نيو       | 163       | 181    | 186        | قائمة أوامر شراء عائلة إيرباص إيه 320 نيو.          |
| إيرباص إيه 321 نيو       | 78        | 239    | 222        | أكبر مشغل لها.                                      |
| إيرباص إيه 321 نيو       | 78        | 239    | 232        | أكبر مشغل لها.                                      |
| إيرباص إيه 321 إكس إل أر | —         | 69     | يعلن لاحقا | أكبر طلبية لهذا النوع من الطائرات. التسليم في 2024. |
| إيه تي آر 72             | 39        | 11     | 78         |                                                     |
| بوينغ 777                | —         | 3      | يعلن لاحقا | مؤجرة من الخطوط الجوية التركية.                     |
| أسطول الشحن              |           |        |            |                                                     |
| إيرباص إيه 321           | 2         | 2      | شحن        | [ 32 ]                                              |
| المجموع                  | 306       | 508    |            |                                                     |

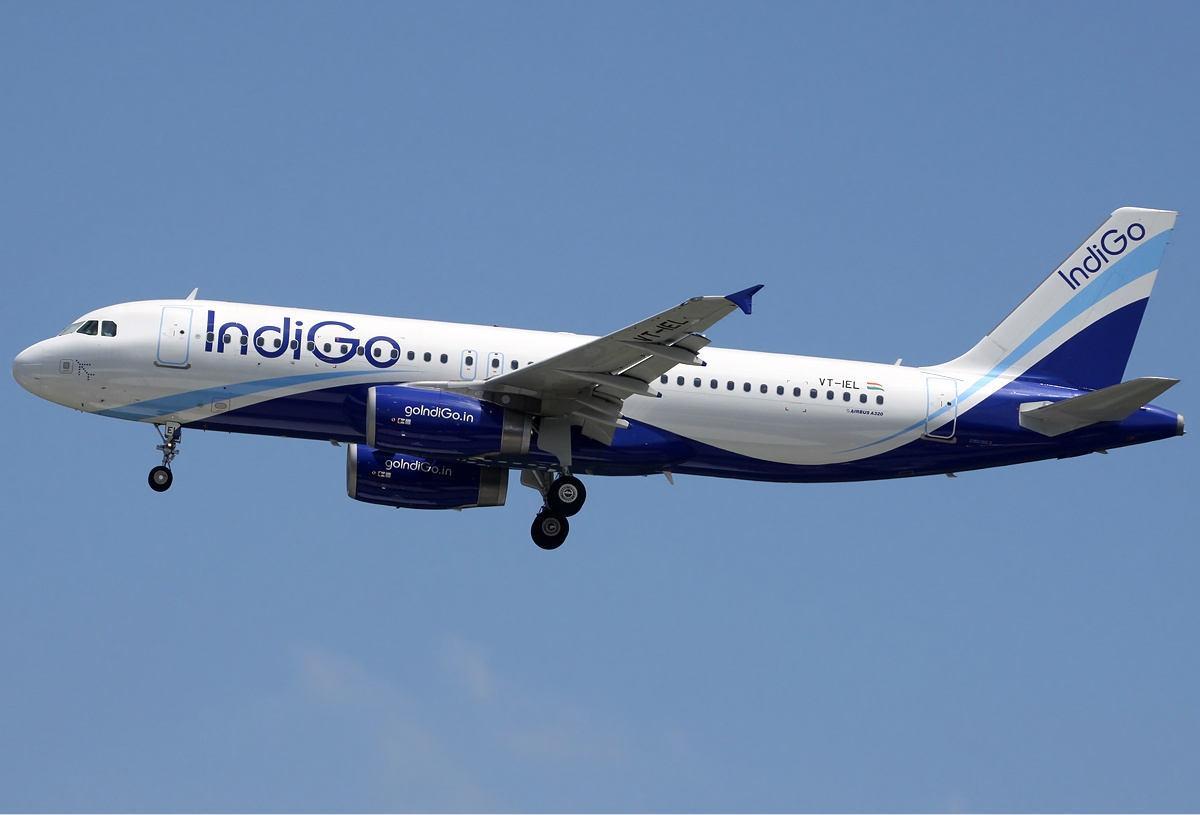
طائرة إيرباص إيه 320 تابعة للشركة
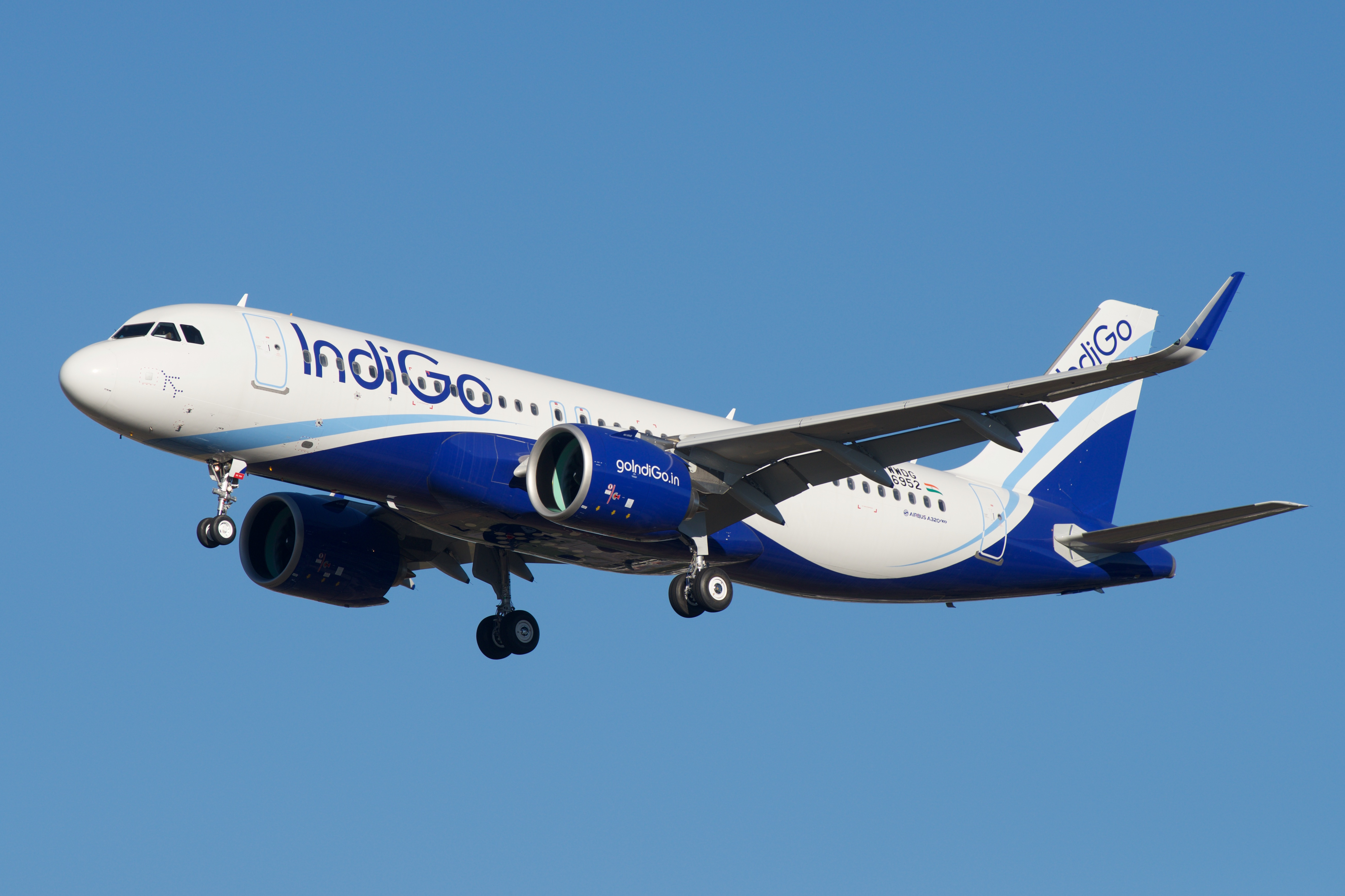
طائرة إيرباص إيه 320 نيو تابعة للشركة
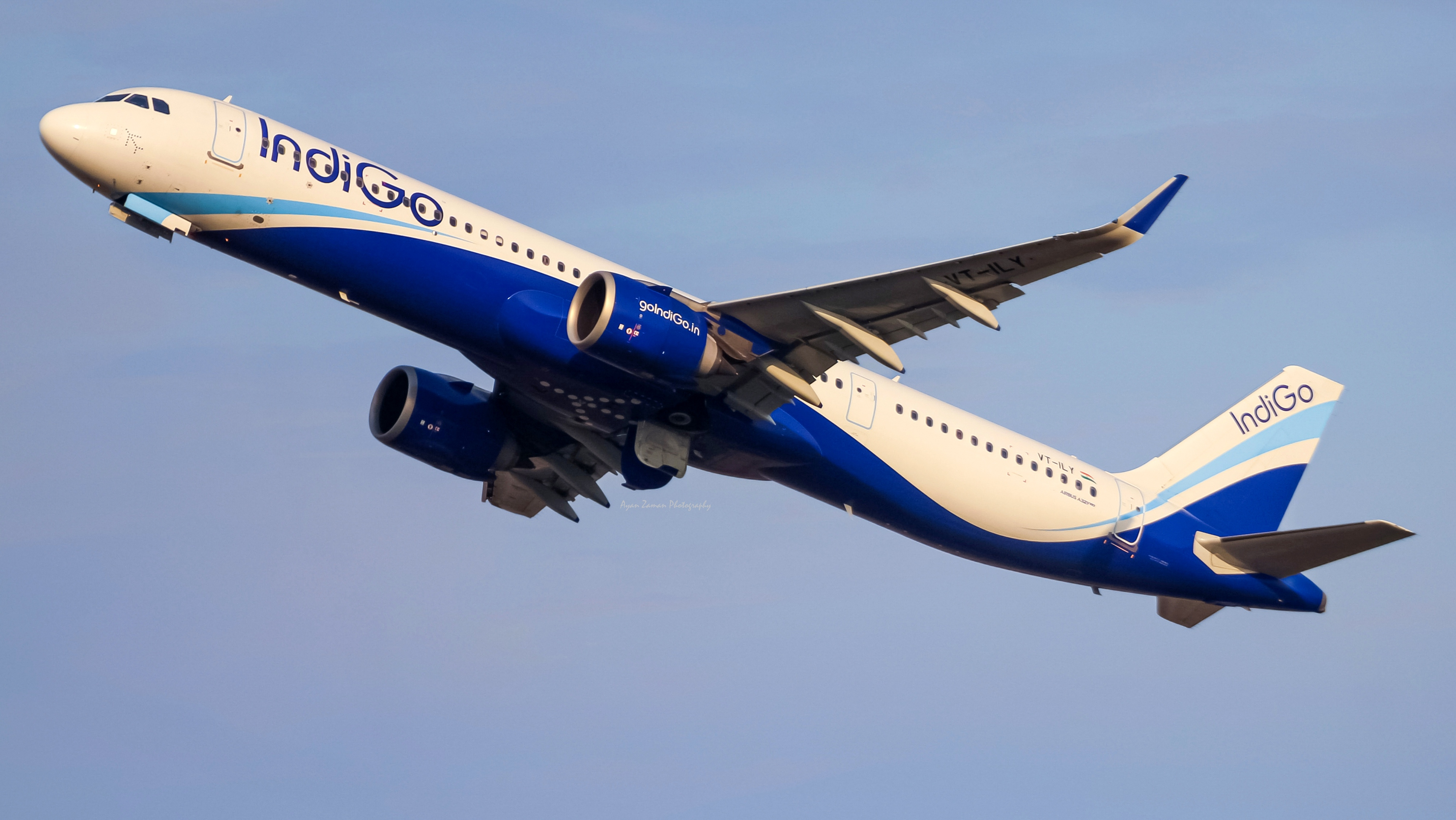
طائرة إيرباص إيه 321 نيو تابعة للشركة
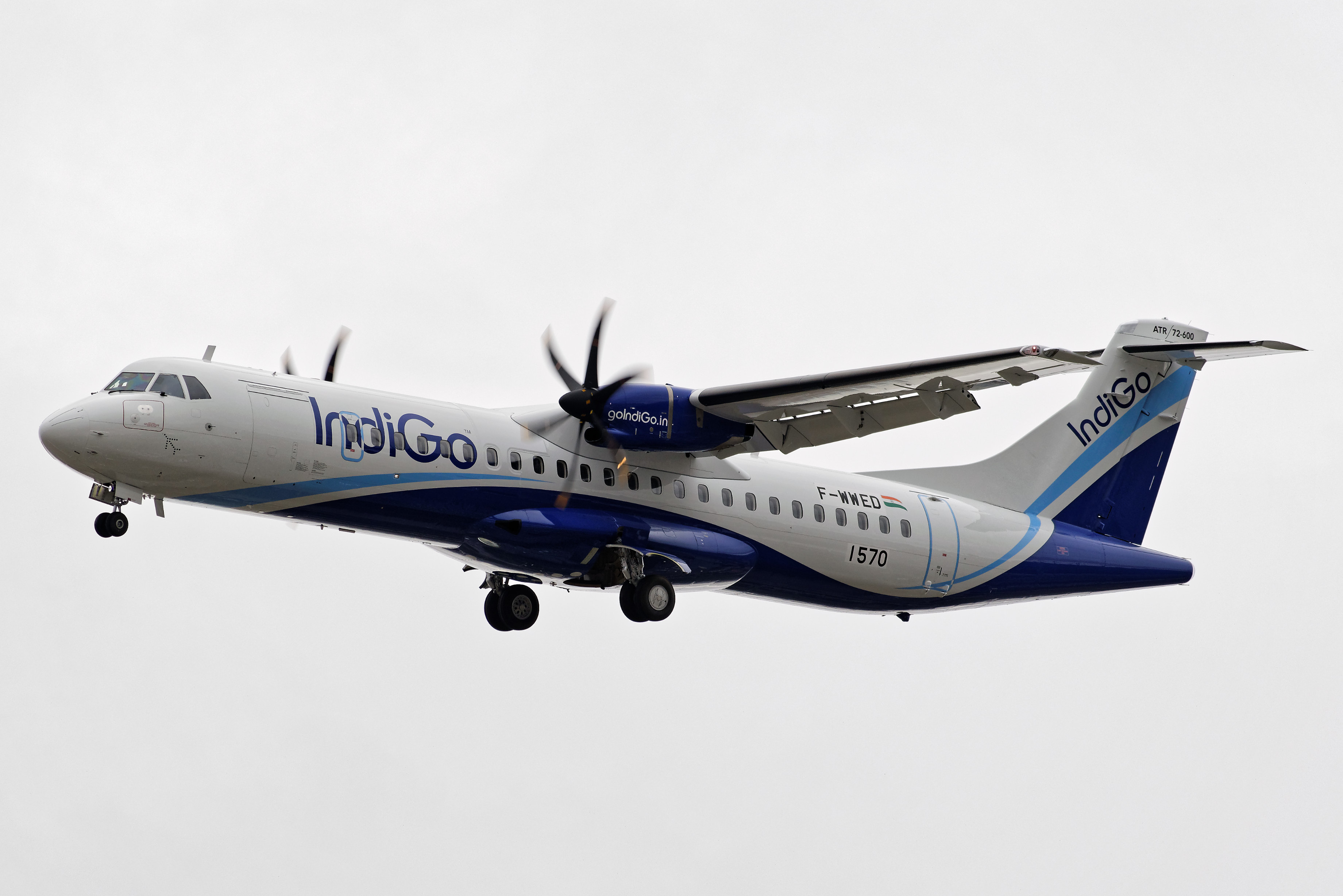
طائرة إيه تي آر 72 تابعة للشركة